# Куп Републике Српске у фудбалу 2011/12.
Куп Републике Српске у фудбалу 2011/12. је деветнаеста сезона такмичења које се одржава у организацији Фудбалског савеза Републике Српске.

### Шеснестина финала
Утакмице су одигране 21/4. октобра 2011.
Жупа "SuperPetrol" (Милосавци) - Борац (Бања Лука) 0:1
Слобода (Нови Град) - Пролетер (Теслић) 2:0
Јединство (Жеравица) - Рудар (Приједор) 2:2 (4:3п)
Козара (Доњи Орловци) - Слобода (Мркоњић Град) 0:0 (1:4п)
Крупа (Крупа на Врбасу) - Козара (Градишка) 0:0 (4:5п)
Борац (Шамац) - Слога (Добој) 0:5
Напријед (Бања Лука) - Модрича Максима (Модрича) 1:2
Задругар (Таревци) - Лакташи (Лакташи) 2:5
БСК (Бања Лука) - Раван (Међеђа) 4:0
Полет (Кравица) - Подриње (Јања) 1:3
ОФК Гласинац 2011 (Соколац) - Младост (Велика Обарска) 3:0
Радник (Бијељина) - Славија (Источно Сарајево) 0:1
Вележ (Невесиње) - Дрина (Зворник) 0:3
Фамос (Источна Илиџа) - Дрина ХЕ (Вишеград) 1:0
Младост (Богутово Село) - Сутјеска (Фоча) 2:1
Младост (Гацко) - Леотар (Требиње) 1:1 (4:1п)

### Осмина финала
Утакмице су одигране 11, 12 и 18. октобра/2. новембра 2011.
Јединство (Жеравица) - Подриње (Јања) 1:1 (3:4п)
Слобода (Мркоњић Град) - Младост (Гацко) 2:0
БСК (Бања Лука) - Лакташи (Лакташи) 2:0
Слобода (Нови Град) - Славија (Источно Сарајево) 3:0пф
Дрина (Зворник) - Козара (Градишка) 1:1 (5:4п)
Младост (Богутово Село) - Модрича Максима (Модрича) 1:0
ОФК Гласинац 2011 (Соколац) - Слога (Добој) 2:4
Фамос (Источна Илиџа) - Борац (Бања Лука) 0:4

### Четвртфинале
Утакмице су одигране 9. новембра 2011.
БСК (Бања Лука) - Младост (Богутово Село) 1:1 (7:8п)
Слобода (Нови Град) - Подриње (Јања) 5:0
Дрина (Зворник) - Борац (Бања Лука) 1:2
Слобода (Мркоњић Град) - Слога (Добој) 2:0

### Полуфинале
| Утак. | Клуб, Мјесто           | Укупан резултат | Клуб, Мјесто          | 1. утак. 28. март | 2. утак. 18. април 2012. |
| ----- | ---------------------- | --------------- | --------------------- | ----------------- | ------------------------ |
| 1.    | Младост, Богутово Село | 2:2             | Слобода, Мркоњић Град | 2:2               | 0:0                      |
| 2.    | Борац, Бања Лука       | 4:1             | Слобода, Нови Град    | 3:1               | 1:0                      |

## Финале
Мркоњић Град 9. јун 2012.
| Утак. | Клуб, Мјесто          | Резултат       | Клуб, Мјесто     |
| ----- | --------------------- | -------------- | ---------------- |
| 1.    | Слобода, Мркоњић Град | 0:0 (пен. 1:3) | Борац, Бања Лука |

| Побједник Купа Републике Српске у фудбалу 2011/12. |
| -------------------------------------------------- |
| ФК Борац, Бања Лука 5. титула                      |

| Домаћи клуб                         | Резултат                                                                             | Гостујући клуб                                                                       |
| ----------------------------------- | ------------------------------------------------------------------------------------ | ------------------------------------------------------------------------------------ |
| Слобода, Мркоњић Град               | 0 : 0 (пен. 1:3)                                                                     | Борац, Бања Лука                                                                     |
| Датум                               | 9. јун, 2012.                                                                        | 9. јун, 2012.                                                                        |
| Стадион                             | Стадион Луке, Мркоњић Град                                                           | Стадион Луке, Мркоњић Град                                                           |
| Гледалаца                           | око 1.500                                                                            | око 1.500                                                                            |
| Судија                              | Зоран Софреновић (Бијељина)                                                          | Зоран Софреновић (Бијељина)                                                          |
| ФК Слобода, Мркоњић Град (тренер: ) |                                                                                      |                                                                                      |
| ФК Борац, Бања Лука (тренер: )      |                                                                                      |                                                                                      |
| Стријелци                           | пенали: Слобода: Синиша Радоја; Борац: Борис Распудић, Бранислав Крунић, Петар Кунић | пенали: Слобода: Синиша Радоја; Борац: Борис Распудић, Бранислав Крунић, Петар Кунић |